# Ново-Вознесенський
Ново-Вознесенський (рос. Ново-Вознесенский) — хутір у Прохладненському районі Кабардино-Балкарії Російської Федерації.
Орган місцевого самоврядування — сільське поселення Прималкінське. Населення становить 166 осіб.

## Історія
Згідно із законом від 27 лютого 2005 року органом місцевого самоврядування є сільське поселення Прималкінське.

## Населення
| 1926 | 1970 | 1989 | 2002 | 2010 |
| ---- | ---- | ---- | ---- | ---- |
| 162  | ↘159 | ↘128 | ↗178 | ↘166 |